# Kruiskerk (Middelburg)
De Kruiskerk is een kerkgebouw van de Nederlandse Gereformeerde Kerken in Middelburg aan Klein Vlaanderen. De kerk werd in 1973 in gebruik genomen.

## Geschiedenis
De Gereformeerde kerk vrijgemaakt kerkte vanaf de jaren 50 in het kerkgebouw van de Doopsgezinde Gemeente. Ook was er een kerkelijke ruimte in gebruik, maar beide voorzieningen werden te klein door groei van de gemeente. Daarom werd in 1971 een nieuwe ruimte gezocht in de binnenstad van Middelburg, maar deze werd niet gevonden zodat er besloten werd om een nieuwe kerk te laten bouwen. Begin 1972 kwam de kerk met het plan om aan Klein Vlaanderen, waar door sloop van woningen bouwgrond was vrijgekomen, een kerkgebouw te stichten met bijbehorende ruimtes. De groeiende gemeente telde op dat moment ongeveer driehonderd leden, en het ontwerp van het kerkgebouw voorzag dan ook in driehonderd zitplaatsen. Het gebouw werd ontworpen door architecten Klapwijk en Van der Lek. Na goedkeuring van het bouwplan door de gemeente Middelburg werd in maart 1973 begonnen met de bouw van de kerk door aannemer Mesu & Zn. CV.
De kosten bedroegen ruim 500.000 gulden. Hiervan werd 100.000 door de gemeente zelf betaald en 125.000 (25 procent) door de rijksoverheid. Het ontbrekende bedrag werd gesubsidieerd door een hypotheek. Daarnaast waren er plannen om een orgel aan te schaffen. Op zaterdag 15 december 1973 werd de kerk in gebruik genomen. Op vrijdag 4 april 1975 werd het orgel, gebouwd door de firma Hendriksen en Reitsema uit Nunspeet, in gebruik genomen. Het mechanisch speelladenorgel telt 729 pijpen en beschikt over twaalf registers verdeeld over twee manualen en een pedaal.

## Ontwerp
De voorgevel van de kerk is gesitueerd aan Klein Vlaanderen en is even hoog gebouwd als het naastliggende pand. Het achterste gedeelte van het dak is minder afgeschuind dan het voorste deel en loopt langer door totdat het overgaat in een plat dak. In dit achterst platte gedeelte liggen de consistorie en bijeenkomstruimtes.